# Ormós Zsigmond Közművelődési Társaság
Ormós Zsigmond Közművelődési Társaság – irodalmi-művelődési társaság Temesváron. Elődjét, a Kisenciklopédia szabadegyetemet 1968 őszén a temesvári magyar értelmiségiek egy csoportja hozta létre, Salló Ervin egyetemi tanár vezetésével. 1980-tól Matekovits György orvos állt a társaság élén.

## Története 1968-1996 közt
Az alapítók olyan szellemi tömörülést kívántak életre hívni, amelynek legfontosabb célja – bár ezt az alakulás időszakában nem lehetett nyíltan megfogalmazni – a város magyarságának egybefogása, önazonosság- és összetartozás-tudatának ápolása, erősítése. Részben az adott lehetőségek, részben a temesvári magyarság keretében igen nagy súlyt képviselő műszaki és természettudományi értelmiség érdeklődése következtében sokáig tudományos ismeretterjesztés volt az elsődleges tevékenységi területe. Üléseit havonta, minden második szerdán, az egykori Magyar Házban vagy az Írók Házában tartotta. Az elnöki tisztet 12 évig betöltő Salló Ervin és munkatársai azonban jóval többre vállalkoztak a tudományos ismeretek puszta átadásánál: a magyar szó erejével és példát mutató értelmiségi jelenléttel hitet öntöttek a maroknyi temesvári magyar közösségbe. A Kisenciklopédia rendezvényein szereplő helyi vagy meghívott más városbeli előadókat zsúfolt terem fogadta; a hallgatóság száma nemegyszer a százat is meghaladta.
Az 1980-as évek második felében a társaság az egyre mostohábbá váló körülmények ellenére is folytatta munkáját; a benne aktív szerepet vállaló temesvári diákság, amely Látóhatár Kör néven önálló tömörülést is alkotott, még 1989 decemberében is igen színvonalas műsort mutatott be 150 néző előtt. Ebből a körből kerültek ki azok, akik a diktatúrával nyíltan szembeszálló Tőkés László védelmében az utcára vonultak, és néma jelenlétükkel tiltakoztak az önkényes kilakoltatás és a hatalmi brutalitás ellen.
Az Ormós Zsigmond nevét 1990 elején vette fel a Közművelődési Társaság, Temesvár egykori nagy közéleti személyiségének az emlékére.
A megváltozott körülmények között egyik legfontosabb célkitűzésének tekintette a helyi magyarság keresztény értékeinek megerősítését, ezerszáz éves kultúrkincsünk időtálló alkotásainak megismertetését, a megmaradás útjainak és lehetőségeinek fölmutatását a közösség tagjai előtt. Színvonalas rendezvényein számos bel- és külföldi neves előadó szólalt meg, s gyakori a helybeli vagy határon túli előadóművészek, színészek, zenészek szereplése is.
1996-ban, a honfoglalás 1100. évfordulójára emlékezve, történelmi szemináriumot szervezett az EMKÉ-vel és a Romániai Magyar Népfőiskolai Társasággal karöltve. Az itt elhangzott előadásokat – másokkal kiegészítve – Történelmünk a Duna-medencében címmel kötetbe gyűjtve jelentették meg (Kolozsvár, 1998).
Az Ormós Zsigmond Közművelődési Társaság rendezvényeinek száma 1968-96 között mintegy nyolcszáz; ezeken több mint 37 000 hallgató vett részt.
Az Erdélyi Magyar Közművelődési Egyesület kiemelkedő közösségszervező munkájáért Matekovits Györgyöt a Kuun Kocsárd-díjjal tüntette ki; ez a kitüntetés egyben a temesvári magyar művelődés közel három évtizedes eredményeinek elismerése is.